# Serrat del Balaguer
El Serrat del Balaguer és una serra situada als municipis de Vilanova de l'Aguda a la comarca de Noguera i de Sanaüja a la de la Segarra, amb una elevació màxima de 543 metres.